# حفظ (عملية)
الحفظ (بالإنجليزية: Memorization)‏ هي عملية إيداع شيء ما في الذاكرة. إنها عملية ذهنية تتم بهدف تخزين المعلومات البصرية أو السمعية أو التكتيكية في الذاكرة لاسترجاعها لاحقًا.
الدراسة العلمية للذاكرة هي جزء من علم الأعصاب المعرفي، وهو رابط متعدد التخصصات بين علم النفس المعرفي وعلم الأعصاب.